# Friedrich Karl Ludwig Rudolphi
Friedrich Karl Ludwig Rudolphi (1801 - 1849) fue un botánico alemán.
Se especializó en la micología, las algas y las espermatófitas.
- La abreviatura «F.Rudolphi» se emplea para indicar a Friedrich Karl Ludwig Rudolphi como autoridad en la descripción y clasificación científica de los vegetales.[2]

## Fuente
- Esta obra contiene una traducción  derivada de «Friedrich Karl Ludwig Rudolphi» de Wikipedia en francés, publicada por sus editores bajo la Licencia de documentación libre de GNU y la Licencia Creative Commons Atribución-CompartirIgual 4.0 Internacional.